# Árpád Doppler
Árpád Doppler (5. juni 1857 i Budapest – 13. august 1927 i Stuttgart) var en ungarsk-tysk komponist, søn af Karl Doppler.
Árpád Doppler studerede ved konservatoriet i Stuttgart. Fra 1880 til 1883 var han lærer ved Grand Conservatory i New York City, derefter ved konservatoriet i Stuttgart. Fra 1889 var han desuden korleder ved hofoperaen. 
Han komponerede flere orkesterværker, korværker og sange. Hans kompositionsstil minder delvist om Edvard Griegs.